# Tercera División 1940-1941 (Spagna)
Il campionato di Tercera División 1940-1941 fu il 6º campionato avente questa dicitura. Dopo l'interruzione del campionato per quasi dieci anni, i vincitori furono il Deportivo Alavés e il Constància.

## Zona A

### Gruppo I
|  | Pos. | Squadra        | Pt | G | V | N | P | GF | GS | DR |
|  | ---- | -------------- | -- | - | - | - | - | -- | -- | -- |
|  | 1.   | Club Langreano | 10 | 6 | 5 | 0 | 1 | 10 | 6  | +4 |
|  | 2.   | Torrelavega    | 6  | 6 | 2 | 2 | 2 | 14 | 11 | +3 |
|  | 3.   | Vigués         | 6  | 6 | 2 | 2 | 2 | 13 | 11 | +2 |
|  | 4.   | Real Juvencia  | 2  | 6 | 1 | 0 | 5 | 12 | 21 | -9 |

### Gruppo II
|  | Pos. | Squadra      | Pt | G | V | N | P | GF | GS | DR  |
|  | ---- | ------------ | -- | - | - | - | - | -- | -- | --- |
|  | 1.   | Alavés       | 11 | 6 | 5 | 1 | 0 | 31 | 7  | +24 |
|  | 2.   | Sestao Sport | 8  | 6 | 3 | 2 | 1 | 14 | 10 | +4  |
|  | 3.   | Erandio      | 5  | 6 | 2 | 1 | 3 | 11 | 22 | -11 |
|  | 4.   | CD Logroñés  | 0  | 6 | 0 | 0 | 6 | 4  | 21 | -17 |

### Gruppo III
|  | Pos. | Squadra       | Pt | G | V | N | P | GF | GS | DR  |
|  | ---- | ------------- | -- | - | - | - | - | -- | -- | --- |
|  | 1.   | Ferroviária   | 9  | 6 | 4 | 1 | 1 | 28 | 6  | +22 |
|  | 2.   | Alcalá        | 6  | 6 | 3 | 1 | 2 | 18 | 10 | +8  |
|  | 3.   | CD Discóbolo  | 6  | 6 | 3 | 0 | 3 | 10 | 9  | +1  |
|  | 4.   | CD Rochapeano | 2  | 6 | 1 | 0 | 5 | 6  | 37 | -31 |

## Zona B

### Gruppo I
|  | Pos. | Squadra            | Pt | G | V | N | P | GF | GS | DR  |
|  | ---- | ------------------ | -- | - | - | - | - | -- | -- | --- |
|  | 1.   | Constància         | 12 | 6 | 6 | 0 | 0 | 12 | 4  | +8  |
|  | 2.   | San Andrés         | 8  | 6 | 4 | 0 | 2 | 10 | 7  | +3  |
|  | 3.   | Granollers         | 4  | 6 | 2 | 0 | 4 | 8  | 9  | -1  |
|  | 4.   | Unió Esportiva Vic | 0  | 6 | 0 | 0 | 6 | 4  | 14 | -10 |

### Gruppo II
|  | Pos. | Squadra        | Pt | G | V | N | P | GF | GS | DR |
|  | ---- | -------------- | -- | - | - | - | - | -- | -- | -- |
|  | 1.   | Elche          | 8  | 6 | 4 | 0 | 2 | 24 | 15 | +9 |
|  | 2.   | Olímpic Xàtiva | 7  | 6 | 3 | 1 | 2 | 12 | 14 | -2 |
|  | 3.   | Catarroja      | 5  | 6 | 2 | 1 | 3 | 15 | 20 | -5 |
|  | 4.   | Alicante       | 4  | 6 | 2 | 0 | 4 | 12 | 13 | -2 |

### Gruppo III
|  | Pos. | Squadra | Pt | G | V | N | P | GF | GS | DR  |
|  | ---- | ------- | -- | - | - | - | - | -- | -- | --- |
|  | 1.   | Ceuta   | 10 | 6 | 5 | 0 | 1 | 19 | 12 | +7  |
|  | 2.   | Onuba   | 7  | 6 | 3 | 1 | 2 | 14 | 6  | +8  |
|  | 3.   | Badajoz | 5  | 6 | 2 | 1 | 3 | 9  | 12 | -3  |
|  | 4.   | Linense | 2  | 6 | 1 | 0 | 5 | 10 | 22 | -12 |

## Fase finale

### Zona A
|  | Pos. | Squadra        | Pt | G | V | N | P | GF | GS | DR |
|  | ---- | -------------- | -- | - | - | - | - | -- | -- | -- |
|  | 1.   | Alavés         | 6  | 4 | 3 | 0 | 1 | 11 | 3  | +8 |
|  | 2.   | Ferroviária    | 4  | 4 | 2 | 0 | 2 | 8  | 8  | 0  |
|  | 3.   | Club Langreano | 2  | 4 | 1 | 0 | 3 | 6  | 14 | -8 |

### Zona B
|  | Pos. | Squadra    | Pt | G | V | N | P | GF | GS | DR |
|  | ---- | ---------- | -- | - | - | - | - | -- | -- | -- |
|  | 1.   | Constància | 5  | 4 | 2 | 1 | 1 | 9  | 6  | +3 |
|  | 2.   | Ceuta      | 4  | 4 | 2 | 0 | 2 | 7  | 11 | -4 |
|  | 3.   | Elche      | 3  | 4 | 1 | 1 | 2 | 9  | 8  | +1 |

## Play-off
| Squadra 1 | Risultato | Squadra 2      |
| --------- | --------- | -------------- |
| Barakaldo | 4-3       | Club Langreano |
| Córdoba   | 1-2       | Elche          |

### Verdetti
| Alavés | Constància | Ferroviária | Ceuta | Elche |